# PSN Tu Superestación
PSN Primer Sistema de Noticias es un canal de televisión por suscripción mexicano de Ensenada, Baja California. Fue lanzada originalmente en enero de 2006 y es propiedad del Grupo Pacific Spanish Network, liderado por Jaime Bonilla Valdez. Transmite desde Tijuana, Baja California desde sus estudios en Av. General Ferreira #3250 Col. Madero Sur.

## Historia
La estación comenzó sus emisiones de prueba desde enero de 2006 y transmitía programación variada como películas, conciertos, dibujos animados, programas extranjeros y videos de eventos deportivos.
A mediados de 2007, empezó a renovar la programación del canal emitiendo programas como Portada's, Bienvenidos, Cheverísimo, Gente nueva y Casos y cosas de casa. También ha transmitido telenovelas como Con toda el alma, Frenesí, Cosita rica y Luna la heredera. Además, poseía programas de producción propia como De frente y de perfil, Panorama, Encuentro y el Noticiero Al día. En diciembre del mismo año, PSN comenzó a retransmitir en vivo los programas de la estación de radio La Tremenda 1030 AM.
A partir de agosto de 2012, PSN abandona su denominación Pacific Spanish Network para llamarse oficialmente como Primer Sistema de Noticias

## Historial directiva
Desde el 2006 que comienza a operar la televisora con programación variada, hasta el momento, ha sido dirigida por:
- Marco Blásquez (2006-2012)
- Marco Romero (2012-2017)
- Diego Partida (2017-2020)
- Juan Arturo Salinas (2020-actual)

## Radio
Primer Sistema de Noticias comenzó a transmitir contenido vía radio en el 2002 a través de la 1030 AM, posteriormente se mudó a la 620 AM, 1700 AM y la 105.7 FM, estas últimas dos, hasta 2018 se rentaban a la empresa Broadcast Company of the Americas para la operación de las estaciones. Debido a la falta de pagos del alquiler, PSN retoma el control de las 2 frecuencias. Actualmente es concesionaria de varias emisoras de radio, con alcance regional en las ciudades de Tijuana, Rosarito, Ensenada, Tecate y Mexicali a través de:

### Tijuana, Tecate, Playas de Rosarito
- XEWW-AM La Gigante 690 AM. Se enlaza con la programación de PSN.
- XEPE-AM La Deportiva 1700 AM. Transmite la programación deportiva afiliada con TUDN Radio.
- XHPRS-FM Suave 105.7 FM. Transmite la Música Contemporánea de Balada Pop de los años 90, 2000 y actual.
- XEC-AM Radio Enciso 1310 AM. Cuenta con sus propios programas y se enlaza con la señal de PSN.
- XEAZ-AM La Romántica 1270 AM. Transmite la Música Romántica de los años 60, 70, 80, 90 hasta la actualidad.

### Méxicali
- XERM-AM Radio Mexicali 1150 AM. Se enlaza con la programación de PSN.

## Cobertura
La cobertura de PSN llega a más de 20 estados de México por medio de cableoperadoras. Desde el 1 de enero del 2022 transmite desde XHBJ-TDT Canal 45 con una cobertura que abarca Tijuana y  Rosarito en el estado de Baja California, así como al condado de San Diego, en California, Estados Unidos.